# Rhadiurgus
Rhadiurgus is een vliegengeslacht uit de familie van de roofvliegen (Asilidae).

## Soorten
- R. bifidus (Fabricius, 1805)
- R. variabilis

Zwartkoproofvlieg (Zetterstedt, 1838)